# Ingalls (Oklahoma)
Pour les articles homonymes, voir Ingalls.
Ingalls est une census-designated place du comté de Payne, dans l'État d'Oklahoma, aux États-Unis. En 2020, elle compte une population de 192 habitants.